# اوزون‌گولوو
اوزون‌گولوو (انگلیسی: Uzungulovo) یک شهرک در شهرستان اوچالینسکی استان باشقیرستان کشور روسیه است.